# Marisa Del Frate
Marisa Del Frate (* 11. März 1931 in Rom, Italien; † 6. Februar 2015 ebenda) war eine italienische Sängerin und Schauspielerin, die vor allem in den 1950er und 1960er Jahren aktiv war.

## Karriere
Nachdem sie einige Jahre als Model gearbeitet und an einigen Schönheitswettbewerben teilgenommen hatte, gewann sie 1957 bei ihrem Debüt auf dem Neapel-Festival unerwartet den ersten Preis mit dem Lied Malinconia autunno („Herbstmelancholie“). Im folgenden Jahr nahm sie am Festival von Sanremo mit zwei Liedern teil: È molto facile dirsi addio („Es ist zu leicht, Ade zu sagen“) und Ho disegnato un cuore („Ich habe ein Herz gezeichnet“). Allerdings schaffte sie es mit beiden nicht in das Finale. Im gleichen Jahr wählte sie Erminio Macario für die Revue Chiamate Arturo 777 als Soubrette, womit ihre langjährige Karriere als Showgirl begann.
Darüber hinaus spielte sie Unterhaltungstheater mit bekannten Schauspielern aus dieser Zeit wie Charles Dapporto, Giustino Durano oder Gino Bramieri. Im Kino war sie in einigen Filmkomödien zu sehen. Italienweite Popularität erlangte 1961 sie mit Sketchen, Liedern, Parodien und Imitationen in der Fernsehsendung L’amico del giaguaro („Der Freund des Jaguars“) an der Seite von Gino Bramieri, Raffaele Pisu und Corrado Mantoni.
In den folgenden Jahren war sie ähnlich erfolgreich mit Sendungen wie Il naso finto („Die falsche Nase“), moderiert von Paolo Ferrari, und La trottola („Der Kreisel“) wieder mit Corrado Mantoni. Aus persönlichen Gründen zog sie sich für längere Zeit aus der Öffentlichkeit zurück, bevor sie 1978 einen Auftritt in der Show Macario anlässlich des 50-jährigen Bühnenjubiläums von Ermino Macario hatte.
In den 1980er Jahren war sie in einigen Revival-Sendungen zu sehen. Marisa Del Frate galt als la prima televenditrice („Die erste Fernsehverkäuferin“), weil sie als eine der ersten das damals neuartige Teleshopping in Sendungen wie Gran Bazar präsentierte, die einige norditalienische Lokalsender ausstrahlten. Zuletzt war sie 2008 Gast in der Talkshow Ricominciare des staatlichen Senders RAI due.